# Eupithecia hemileuca
Eupithecia hemileuca là một loài bướm đêm trong họ Geometridae.